# Brachymeria carinata
Brachymeria carinata är en stekelart som beskrevs av Joseph, Narendran och Joy 1970. Brachymeria carinata ingår i släktet Brachymeria och familjen bredlårsteklar. Inga underarter finns listade.